# مارتینیتسه و اونشووا
مارتینیتسه و اونشووا (به چکی: Martinice u Onšova) یک منطقهٔ مسکونی در جمهوری چک است که در ناحیه پلهریموو واقع شده‌است. مارتینیتسه و اونشووا ۴٫۶۹ کیلومتر مربع مساحت و ۶۰ نفر جمعیت دارد و ۴۶۰ متر بالاتر از سطح دریا واقع شده‌است.